# Médaille C. F. Hansen
La médaille CF Hansen (en danois C.F. Hansen Medaillen) est décernée chaque année — à quelques exceptions près — à un ou plusieurs lauréats par l'Académie royale des beaux-arts du Danemark pour leur contribution exceptionnelle à l'architecture. C'est la plus haute distinction de l'Académie pour un architecte. Il porte le nom de l'architecte Christian Frederik Hansen et est décernée depuis 1830.
L'architecte Erik Christian Sørensen (da) et le cabinet Tegnestuen Vandkunsten (en) ont reçu deux fois cette distinction; le premier en 1951 puis en 1989, le second en 1986 et 1998.

## Lauréats
| Année | Lauréat(s) |
| ----- | --- |
| 1833  | Michael Gottlieb Bindesbøll Johan Jacob Deuntzer (da)                                                                                |
| 1835  | Niels Sigfred Nebelong |
| 1838  | Laurits Albert Winstrup (da) |
| 1841  | Harald Conrad Stilling (en) |
| 1850  | Ferdinand Meldahl |
| 1856  | Christian Vilhelm Nielsen |
| 1859  | Vilhelm Dahlerup |
| 1875  | Peter Christian Bønecke (en) |
| 1886  | Vilhelm Friederichsen (en) |
| 1891  | Vilhelm Holck (da) |
| 1893  | Axel Berg (en) |
| 1907  | Sven Risom (en) |
| 1912  | Johannes Tidemand-Dal (da) |
| 1914  | Thomas Havning (en) |
| 1917  | Ejnar Dyggve |
| 1918  | Charles Christensen (da) Christian Kampmann (da)                                                                                     |
| 1921  | Marius Pedersen (da) |
| 1924  | Peder Vilhelm Jensen-Klint |
| 1926  | Holger Jacobsen (en) |
| 1930  | Henning Jørgensen (da) |
| 1934  | Preben Hansen (da) |
| 1935  | Hans Christian Hansen (da) |
| 1937  | Ejner Graae (da)Henning Helger (da)                                                                                                  |
| 1943  | Ivar Bentsen (en) |
| 1944  | Finn Juhl |
| 1945  | Gudmund Nyeland Brandt (en) |
| 1947  | Kay Fisker (en) Christian Frederik Møller (en)                                                                                       |
| 1949  | Kai Christensen |
| 1950  | Ejnar Dyggve |
| 1951  | Erik Christian Sørensen (da) |
| 1954  | Vilhelm Lauritzen (en) Kaare Klint                                                                                                   |
| 1955  | Arne JacobsenBertel Udsen (da) |
| 1963  | Mogens Koch (en) |
| 1966  | Frederik Christian Lund (da) |
| 1967  | Jørn Utzon |
| 1971  | Mogens Lassen |
| 1972  | Børge Mogensen (en) |
| 1973  | Peter Bredsdorff (en) |
| 1977  | Steen Eiler Rasmussen |
| 1978  | Lis Ahlmann (en) |
| 1979  | Vilhelm Wohlert (en) |
| 1980  | Viggo Møller-Jensen (da) |
| 1982  | Hans J. Wegner |
| 1983  | Jørgen Bo (da) |
| 1985  | Henning Larsen |
| 1986  | Tegnestuen Vandkunsten (en)représenté par : - Svend Algren, - Jens Thomas Arnfred (en), - Michael Sten Johnsen (da) - Steffen Kragh. |
| 1987  | Knud Friis (en)Elmar Moltke Nielsen (da)                                                                                             |
| 1988  | Johan Richter (en) |
| 1989  | Vibeke Klint (en) Erik Christian Sørensen (da)                                                                                       |
| 1991  | Otto Weitling (da) Nanna DitzelHans Dissing (da)                                                                                     |
| 1992  | Inger et Johannes Exner (en) Gertrud Vasegaard (en)                                                                                  |
| 1993  | Knud Holscher (en) Karen et Ebbe Clemmensen (da)                                                                                     |
| 1995  | Erik Korshagen (da) |
| 1996  | Sven-Ingvar Andersson (da) |
| 1998  | Tegnestuen Vandkunsten (en) |
| 1989  | Gehrdt Bornebusch (da) |
| 2000  | Knud Munk (da)Hans Munk Hansen (da)Niels Fagerholt                                                                                   |
| 2002  | Grethe Meyer (da) Hanne Kjærholm (en)                                                                                                |
| 2003  | Jørn Palle Schmidt |
| 2004  | Poul Ingemann (da) Gutte Eriksen (en)                                                                                                |
| 2006  | Lene Tranberg (en) Tyge Arnfred |
| 2008  | Dorte Mandrup |
| 2009  | Kim Herforth Nielsen |
| 2010  | Erik Hansen (en) |
| 2011  | Ulrik Plesner |
| 2012  | Jan Søndergaard (da) |
| 2013  | Jan Gehl |
| 2014  | Stig Lennart Andersson |
| 2016  | Ursula Munch-Petersen (en) |
| 2017  | Bjarke Ingels |
| 2018  | Torben Schønherr |
| 2020  | Signe et Christian Cold (Entasis) Dan Stubbergaard (Cobe (en)).                                                                      |